# 켈리 공식
확률론과 시제간(intertemporal) 포트폴리오 선택에서, 켈리공식 (또는 켈리기준, 켈리전략, 켈리베팅)은 반복되는 일련의 베팅에서 최적 베팅규모를 결정하는 공식이다. 단순화된 몇가지 가정 하의 대부분의 도박과 몇몇 투자 시나리오에서, 켈리공식은 장기적으로 다른 어떤 전략보다 우월한 성과를 낸다. (장기란, 관측된 베팅 성공의 비율이 베팅이 성공적일 확률과 동일해지는 기간을 의미한다.) 벨 연구소의 연구원이었던 J. L. Kelly가 1956년 기술하였다. 켈리공식의 현실적 유용성은 검증되었다.
켈리공식은 사전적으로 결정된 비율의 자산을 베팅하는 것이며, 반직관적일수 있다. 한 연구에서 각 참여자가 $25를 받고 60% 확률로 앞이 나오는 동전던지기에 베팅할 것을 요구했다. 최대로 가져갈 수 있는 돈은 $250이었다. "놀랍게도, 28%의 참여자가 파산했고, 평균 지급금액은 $91에 불과했다. 21%의 참여자만이 최대치에 도달했다. 61명 중 18명의 참여자는 한 번의 동전던지기에 올인했고, 2/3의 참여자는 어떤 판에서 뒷면에 걸었다. 두 접근법 모두 최적과는 거리가 멀다." 실험의 확률에 근거해 켈리공식을 사용할 경우, 올바른 접근법은 각 시행에서 걸 수 있는 돈의 20%를 거는 것이다. 베팅 규모는 질 경우 감소하고, 이길 경우 증가한다.
켈리공식이 장기적으로 다른 어떤 전략보다 더 좋은 성과를 약속한다는 것이 무조건적인 것처럼 보일 수 있지만, 몇몇 이코노미스트들은 이에 격하게 반발하며, 개개인의 특정한 투자제약이 최적 성장률에 대한 필요성을 압도할 수 있다고 주장한다. 일반적으로 인정되는 대안은 베팅의 크기가 베팅 결과의 기대 효용을 극대화 해야 한다는 기대 효용이론이다. (로그 형태의 효용을 갖는 개인에게, 켈리 공식은 효용을 극대화 하므로 문제가 없다; 더 나아가, Kelly는 원 논문에서 유한한 횟수의 시행만이 이뤄지는 도박의 경우 효용함수가 필요하다고 명확히 언급했다.) 변동성을 축소하기 원하거나, 베팅에서의 우월성 계산시 포함된 비결정론적 오류로부터의 보호 등 현실적인 여러 이유 때문에, 현실적으로는 켈리공식 지지자들도 일반적으로 부분적 켈리(켈리공식에서 산출된 금액의 특정 비율을 베팅하는 것)를 주장한다.
최근 켈리공식은 투자론의 주류의 일부가 되었고, 워렌 버핏과 빌 그로스 등 성공한 투자자들이 켈리공식을 사용한다는 주장이 제기되어왔다.

## 내용
패배 시 베팅 금액 전체를 날리고, 승리시 베팅금액x배당률을 획득하는 단순한 베팅을 생각해보면, 켈리 공식은 아래와 같다:
{\displaystyle f^{*}={\frac {bp-q}{b}}={\frac {p(b+1)-1}{b}},}
여기서,
- {\displaystyle f^{*}}: 보유자금 대비 베팅금액의 비율. 다시 말해, 베팅 규모;
- {\displaystyle b}는 순배당률; 다시 말해, 1원을 베팅하고 승리할 경우 베팅한 돈 1원에 더해 b원을 추가로 획득;
- {\displaystyle p}는 승리 확률;
- {\displaystyle q}는 패배 확률로, {\displaystyle 1-p}.

예를 들어, 승리 확률이 60%인 도박에서(p=0.6, q=0.4), 도박사가 승리시 1대1보상을 받는 경우(b=1), 보유자금의 장기 성장률을 극대화하기 위해, 각 베팅 기회에서 도박사는 총 보유자금의 20%씩을 걸어야 한다.
도박사가 우위를 갖지 못한다면, 다시말해 b=q/p인 경우, 켈리공식은 한 푼도 걸지 말 것을 추천한다.
도박사의 우위가 음(-)인 경우 (b<q/p), 켈리공식은 음(-)의 결과를 나타내며, 이는 도박사가 반대편에 베팅해야 한다는 것을 의미한다. 예를 들어, 표준 아메리칸 룰렛에는, 적색에 걸 경우 1대이1보상을 제공하고, 룰렛 상 적색은 18개, 적색외가 20개 있다(p=18/38). 켈리공식의 결과는 -1/19로, 이는 도박사가, 적색이 나오지 않는다에 총 보유자금의 1/19를 걸어야 한다는 뜻이다. 불행히도, 카지노는 어떤 결과가 나오지 않는다에 거는 것을 허가하지 않으므로, 켈리공식에 따른 베팅을 할 수는 없다.
윗글의 오류: 카지노 아메리칸 룰렛은 적색 18 흑색 18 녹색 2 로 적색외 라고 표현 했다면 흑색과 녹색에 걸면 되는 것이나 배당이 38배가 아닌 36배를 줌으로 카지노는 이득을 취하기 때문에 켈리가 안되는 것이다
1원을 걸 경우 나올 수 있는 두 가지 결과가 1) p의 확률로 b원을 획득 또는 2) 베팅한 1원을 날리는 것, 즉 q의 확률로 -1원을 획득하는 것이므로, 첫 공식의 분자는 1원을 걸때 기대 순수익이다. 따라서:
{\displaystyle f^{*}=}(기대 순수익)/(승리시 순수익)이다.
b=1인 도박에서, 첫번째 공식은 아래처럼 정리될 수 있다:
{\displaystyle f^{*}=p-q}
{\displaystyle q=1-p}이므로, 다시 정리할 수 있다:
{\displaystyle f^{*}=2p-1}
투자의사결정과 관련된 더 일반적인 문제는 아래와 같다:
1. 성공확률은 {\displaystyle p}이다.
2. 성공한다면, 투자금액은 {\displaystyle 1}에서 {\displaystyle 1+b}로 증가한다.
3. 실패한다면 (실패할 확률은 {\displaystyle q=1-p}) 투자금액은 {\displaystyle 1}에서 {\displaystyle 1-a}로 감소한다.(앞선 설명에서 {\displaystyle a}=1로 가정된 것이다.)

이때, 켈리공식은 상대적으로 단순한
{\displaystyle f^{*}=p/a-q/b}
로 정리될 수 있다. 이 공식이 특정 조건 하에서 위에 나타난 원래 표현({\displaystyle b=a=1}일 때,{\displaystyle f^{*}=p-q})으로 단순화될 수 있다.
최소한 매우 작은 금액이라도 투자하는 것이 유리하기 위해서 (즉, {\displaystyle f^{*}>0}이기 위해서는,)
{\displaystyle pb>qa}
여야만 한다. 이는 단순히, 투자가 합리적이기 위해서는 기대이익이 기대손실을 초과해야 한다는 사실에 지나지 않는다.
이러한 일반적 결과는, 차입투자(leverageing; 투자를 위한 차입조달)를 할 경우, {\displaystyle a>1}이 되어 최적 투자금액 비율을 감소시키는지를 잘 보여준다. 자명하게도, 성공확률 {\displaystyle p}가 아무리 크더라도, {\displaystyle a}가 충분히 크면 최적 투자금액 비율은 0이다. 따라서, 지나친 신용거래는 당신이 얼마나 뛰어난 투자자인지와 무관하게 투자 전략상 좋지 않다.